# 多多拉
多多拉（Dodola）是埃塞俄比亞東南部奧羅米亞州巴萊地區的小鎮，座標6°59′N 39°11′E / 6.983°N 39.183°E，海拔2,362米至2,493米。根據埃塞俄比亞中央統計局2005年人口普查的資料，多多拉人口約24,767，其中男性12,444人，女性12,323人。